# 史各庄镇 (文安县)
史各庄镇，是中华人民共和国河北省廊坊市文安县下辖的一个乡镇级行政单位。

## 行政区划
史各庄镇下辖以下地区：
一村、二村、三村、西町村、南町村、北辛庄村、上武各庄村、崔马庄村、潘庄子村、秦各庄村、张各庄村、二合庄村、南新村、口上村、杨庄子村、韩各庄村和王村。